# Robert Seldon Lady
Robert Seldon Lady (né le 2 février 1954 à Tegucigalpa, Honduras), surnommé « Mister Bob », est l’ancien chef de poste de la Central Intelligence Agency à Milan. À ce titre, il a été condamné par contumace par la justice italienne pour avoir organisé l’enlèvement d’un imam égyptien lié aux réseaux fondamentalistes, Hassan Mustafa Osama Nasr, au mois de février 2003. 
Natif du Honduras, il avait depuis quitté les États-Unis pour se réfugier en Amérique Latine. Il vivait au Panama lorsqu’il fut arrêté le 18 juillet 2013 à la frontière costaricaine, en exécution d’un mandat d’arrêt délivré à son encontre par Interpol Italie. L’ordre signé par le ministre de la justice italienne engageait de fait un processus d’extradition. Il est relâché le lendemain de son arrestation par les autorités du Panama avant d’embarquer le jour même à destination des États-Unis.